# Mefin

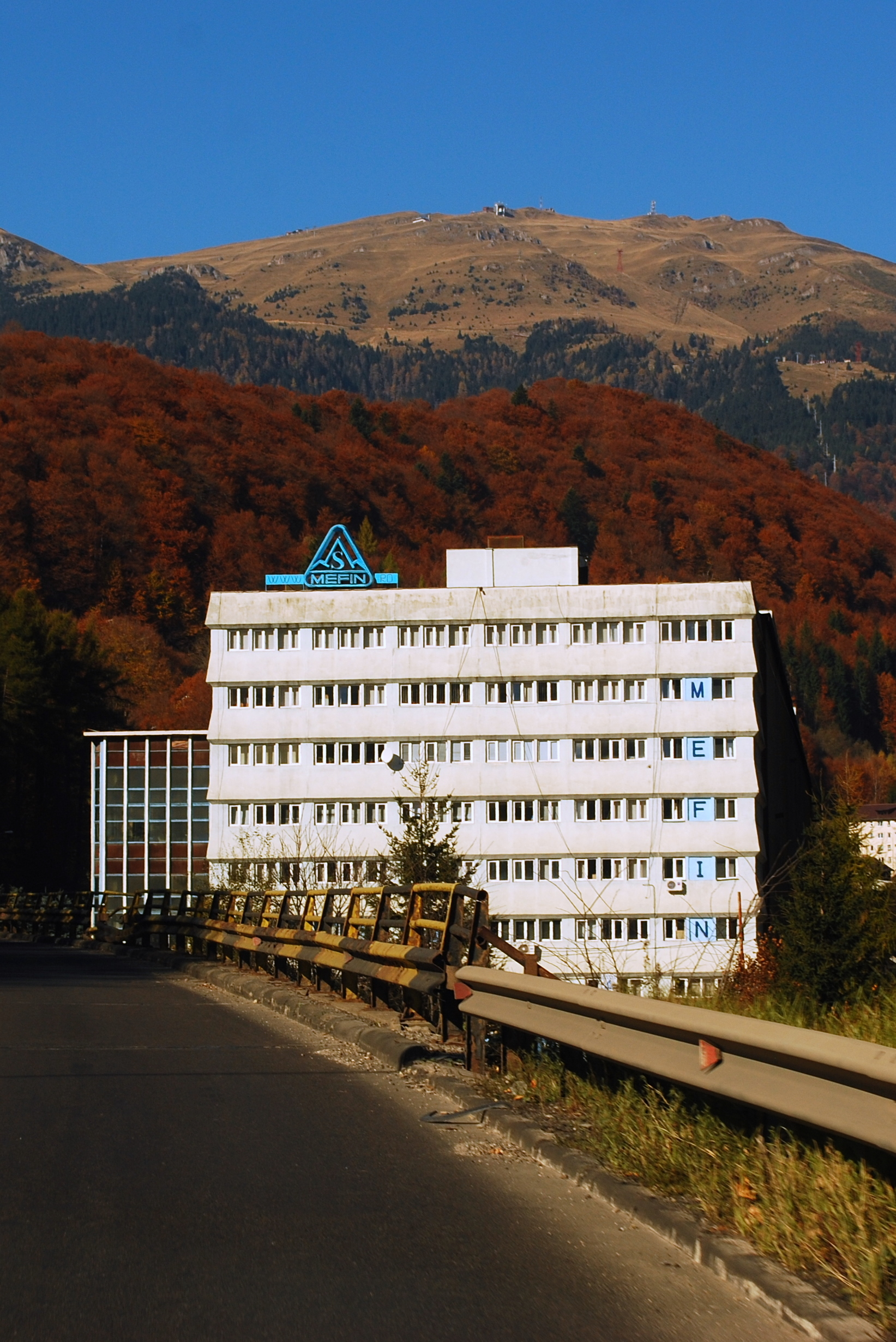
Clădire a companiei Mefin din Sinaia

Mefin Sinaia este o companie producătoare de componente pentru industria auto din România.
Compania este specializată în proiectarea, producerea și comercializarea de echipamente de injecție pentru motoare Diesel, componente și piese de schimb, piese turnate și extrudate.
Mefin este controlată de DCI Walbridge Partners, parte a grupului american Walbridge Aldinger, care deține 79,63% din capital.
Număr de angajați în 2009: 508
Cifra de afaceri în 2007: 28,13 milioane de lei